# دوهامل ۱۹۶۱۷
سیارک ۱۹۶۱۷ (به انگلیسی: 19617 Duhamel، نامگذاری:1999PH1) نوزده هزار و ششصد و هفدهمین سیارک کشف شده‌است که در ۸ اوت ۱۹۹۹ کشف شد.
قدر مطلق سیارک برابر ۱۴٫۰۰ است.